# The Jezabels
The Jezabels est un groupe de rock indépendant australien, originaire de Sydney. Leur style musical est proche de l'indie pop, dark pop, power pop, mais ils le décrivent comme du intensindie.
Les membres du groupe se sont rencontrés en 2007 à l'université de Sydney. Composé de deux garçons et deux filles, Hayley Mary en est la chanteuse, avec à ses côtés la claviériste Heather Shannon, le batteur Nik Kaloper et le guitariste Sam Lockwood. Leur premier album studio, intitulé Prisoner, est sorti en 2011 en Australie. Succès en Océanie, le disque se classe no 2 lors de sa sortie, est trois fois disque d'or dans le pays natal du groupe, qui remporte l'Australian Music Prize. Ce premier opus studio de The Jezabels arrive en Europe au début de 2012.

## Biographie

### Débuts

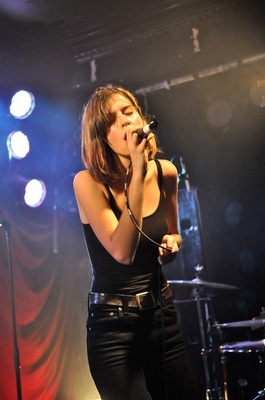
Hayley Mary avec The Jezabels, en 2009.

The Jezabels se forment en 2007 pendant que leurs quatre membres étudiaient à l'université de Sydney,,. Leur style musical est décrit par la chaîne de radio nationale Triple J, comme un mélange de rock alternatif, de rock indépendant, et de disco pop,,. La page Facebook des Jezabels décrit leur genre d'« intensindie ». Hayley Mary (née Hayley Frances McGlone) et Heather Shannon ont étudié à la Byron Bay High School et ont joué ensemble comme duo folk à Byron Bay,. Samuel Lockwood a aussi grandi à Byron Bay. Le nom du groupe s'inspire du personnage biblique homonyme, Jézabel, que Mary perçoit comme « incompris ou mal représenté » et la décrit comme « un exemple qui montre que les femmes sont trop mal représentées,. » Lockwood reconnaît Mary et Shannon lorsqu'il les aperçoit à l'université et les invite à former un groupe pour une compétition. Le groupe comprend Nik Kaloper à la batterie et aux percussions, Sam Lockwood à la guitare solo, Hayley Mary au chant et Heather Shannon au piano et aux claviers.
Le 3 février 2009, le premier EP des Jezabels, The Man Is Dead, est publié indépendamment sur MGM Distribution,,. Il est enregistré aux Megaphon and Production Ave Studios et produit par Jezabels et Lachlan Mitchell. Le morceau Disco Biscuit Love est dédié à Shannon, McGlone, Lockwood et Kaloper. Le 6 novembre la même année, ils sortent un deuxième EP, She's So Hard, qui comprend les morceaux Easy to Love et Hurt Me,,. Les deux morceaux sont diffusés à la radio, notamment sur la FBi Radio de Sydney et Triple J. Ils sont aussi diffusés aux États-Unis où, en août, ils atteignent la 114e place du top 200 établi par le CMJ et la 96e place pour le morceau Disco Biscuit Love. Le 22 décembre, ils sont mis à l'honneur au Triple J Unearthed. Leur EP She's So Hard se classe 3e des radios universitaires américaines en 2009.
Le 1er octobre 2010, The Jezabels publient leur troisième EP, Dark Storm qui atteint le top 40 de l'ARIA Singles Chart. L'un des morceaux, Mace Spray, comprend des « éléments satiriques. »

### Albums
En août 2011, leur single Endless Summer, dédié à Kaloper, Lockwood, McGlone, et Shannon, atteint le top 40 de l'ARIA Singles Chart. Le 16 septembre 2011, ils publient leur premier album, Prisoner, qui atteint la deuxième place de l'ARIA Album Chart. Il est enregistré aux Attic Studios de Sydney avec Mitchell à la production, et Peter Katis au mixage.
Synthia, leur troisième album, est publié le 12 février 2016. Il est encore une fois produit par Lachlan Mitchell (aux Jungle Studios, Attic Studios et Oceanic Studios de Sydney). Il atteint la quatrième place de l'ARIA Albums Charts et la première des Carlton Dry Independent Music Charts.

## Membres
- Hayley Mary - voix
- Heather Shannon - piano, claviers
- Nik Kaloper - batterie
- Samuel Lockwood - guitare rythmique

## Discographie

### Albums studio
- 2011 : Prisoner
- 2014 : The Brink
- 2016 : Synthia

### EP
- 2009 : The Man Is Dead EP
- 2009 : She's So Hard EP
- 2010 : Dark Storm EP